# Agelena maracandensis
Agelena maracandensis es una especie de araña del género Agelena, familia Agelenidae. Fue descrita científicamente por Charitonov en 1946.

## Distribución
Esta especie se encuentra en Asia Central.